# Apamea striata
Apamea striata är en fjärilsart som beskrevs av Haruta 1958. Apamea striata ingår i släktet Apamea och familjen nattflyn. Inga underarter finns listade i Catalogue of Life.